# Ливада (Румыния)
Лива́да (рум. Livada, венг. Sárköz) — город в Румынии в составе жудеца Сату-Маре.

## История
Впервые упоминается в 1270 году.
Долгое время это была обычная сельская местность. В 2006 году Ливада получила статус города.